# Treinongeval bij Çorlu
Het treinongeval bij Çorlu was een fataal treinongeluk dicht bij de stad Çorlu in de provincie van Tekirdağ, Noordwest-Turkije. Het ongeluk vond plaats op 8 juli 2018 en resulteerde in 24 doden en 318 gewonden, waarvan 42 zwaar.

## Ongeluk
Op 8 juli 2018, om 17:15 plaatselijke tijd, ontspoorden vijf draaistellen van de zes wagens lange trein onderweg van Uzunköprü naar Halkalı, Istanboel dicht bij het dorpje Sarılar, Çorlu, Tekirdağ. Van de 362 passagiers en zes bemanningsleden aan boord, overleden er 24 en 318 raakten gewond.
Het Turkse Ministerie van Verkeer en Infrastructuur maakte in een korte verklaring direct na het ongeval bekend dat de ontsporing plaatsvond nadat de spoorlijn door hevige regenval van zijn oorspronkelijke positie was afgegleden.
Sommige Russische nieuwsbronnen meldden dat onder de gewonden Russische toeristen waren. De Turkse Hoge Raad voor Radio en Televisie (RTÜK) had na het incident een tijdelijk verbod opgelegd op het uitzenden van het ongeval, dat later opgeheven werd.